# International German Open
El Torneig d'Hamburg, conegut oficialment com a International German Open o German Open Hamburg, és un torneig de tennis professional que es disputa anualment sobre terra batuda a l'Am Rothenbaum d'Hamburg, Alemanya. Pertany a les sèries 500 del circuit ATP masculí.
El torneig es va crear l'any 1892 per a tennistes professionals masculins. Durant molts anys va tenir certa importància en el circuit, pertanyia a la categoria dels ATP Masters Series i servia com a preparació del torneig de Roland Garros. Malauradament, en la reestructuració del circuit masculí del 2009, l'ATP el va descendir de categoria a les sèries 500 perquè no atreia el suficient nombre de jugadors importants, i des de llavors es juga al juliol.

## Palmarès

### Individual masculí
| Any                         | Campió                                    | Finalista                                 | Resultat                                  |
| --------------------------- | ----------------------------------------- | ----------------------------------------- | ----------------------------------------- |
| ATP World Tour 500          |                                           |                                           |                                           |
| 2025                        | Flavio Cobolli                            | Andrei Rubliov                            | 6−2, 6−4                                  |
| 2024                        | Arthur Fils                               | Alexander Zverev                          | 6−3, 3−6, 7−6(1)                          |
| 2023                        | Alexander Zverev                          | Laslo Djere                               | 7−5, 6−3                                  |
| 2022                        | Lorenzo Musetti                           | Carlos Alcaraz                            | 6−4, 6−7(6), 6−4                          |
| 2021                        | Pablo Carreño Busta                       | Filip Krajinović                          | 6−2, 6−4                                  |
| 2020                        | Andrei Rubliov                            | Stéfanos Tsitsipàs                        | 6−4, 3−6, 7−5                             |
| 2019                        | Níkoloz Bassilaixvili (2)                 | Andrei Rubliov                            | 7−5, 4−6, 6−3                             |
| 2018                        | Níkoloz Bassilaixvili                     | Leonardo Mayer                            | 6−4, 0−6, 7−5                             |
| 2017                        | Leonardo Mayer (2)                        | Florian Mayer                             | 6−4, 4−6, 6−3                             |
| 2016                        | Martin Kližan                             | Pablo Cuevas                              | 6−1, 6−4                                  |
| 2015                        | Rafael Nadal (2)                          | Fabio Fognini                             | 7−5, 7−5                                  |
| 2014                        | Leonardo Mayer                            | David Ferrer                              | 6−7(3), 6−1, 7−6(4)                       |
| 2013                        | Fabio Fognini                             | Federico Delbonis                         | 4−6, 7−6(8), 6−2                          |
| 2012                        | Juan Mónaco                               | Tommy Haas                                | 7−5, 6−4                                  |
| 2011                        | Gilles Simon                              | Nicolás Almagro                           | 6−4, 4−6, 6−4                             |
| 2010                        | Andrei Gólubev                            | Jürgen Melzer                             | 6−3, 7−5                                  |
| 2009                        | Nikolai Davidenko                         | Paul-Henri Mathieu                        | 6−4, 6−2                                  |
| ATP World Tour Masters 1000 |                                           |                                           |                                           |
| 2008                        | Rafael Nadal                              | Roger Federer                             | 7−5, 6−7(3), 6−3                          |
| 2007                        | Roger Federer (4)                         | Rafael Nadal                              | 2−6, 6−2, 6−0                             |
| 2006                        | Tommy Robredo                             | Radek Štěpánek                            | 6−1, 6−3, 6−3                             |
| 2005                        | Roger Federer                             | Richard Gasquet                           | 6−3, 7−5, 7−6(4)                          |
| 2004                        | Roger Federer                             | Guillermo Coria                           | 4−6, 6−4, 6−2, 6−3                        |
| 2003                        | Guillermo Coria                           | Agustín Calleri                           | 6−3, 6−4, 6−4                             |
| 2002                        | Roger Federer                             | Marat Safin                               | 6−1, 6−3, 6−4                             |
| 2001                        | Albert Portas                             | Juan Carlos Ferrero                       | 4−6, 6−2, 0−6, 7−6, 7−5                   |
| 2000                        | Gustavo Kuerten                           | Marat Safin                               | 6−4, 5−7, 6−4, 5−7, 7−6                   |
| 1999                        | Marcelo Ríos                              | Mariano Zabaleta                          | 6−7, 7−5, 5−7, 7−6, 6−2                   |
| 1998                        | Albert Costa                              | Àlex Corretja                             | 6−2, 6−0, 1−0 i retirada                  |
| 1997                        | Andrí Medvèdev (3)                        | Fèlix Mantilla                            | 6−0, 6−4, 6−2                             |
| 1996                        | Roberto Carretero                         | Àlex Corretja                             | 2−6, 6−4, 6−4, 6−4                        |
| 1995                        | Andrí Medvèdev                            | Goran Ivanišević                          | 6−3, 6−2, 6−1                             |
| 1994                        | Andrí Medvèdev                            | Ievgueni Kàfelnikov                       | 6−4, 6−4, 3−6, 6−3                        |
| 1993                        | Michael Stich                             | Andrei Chesnokov                          | 6−3, 6−7, 7−6, 6−4                        |
| 1992                        | Stefan Edberg                             | Michael Stich                             | 5−7, 6−4, 6−1                             |
| 1991                        | Karel Nováček                             | Magnus Gustafsson                         | 6−3, 6−3, 5−7, 0−6, 6−1                   |
| 1990                        | Joan Aguilera (2)                         | Boris Becker                              | 6−1, 6−0, 7−6                             |
| 1989                        | Ivan Lendl (2)                            | Horst Skoff                               | 6−4, 6−1, 6−3                             |
| 1988                        | Kent Carlsson                             | Henri Leconte                             | 6−2, 6−1, 6−4                             |
| 1987                        | Ivan Lendl                                | Miloslav Mečíř                            | 6−1, 6−3, 6−3                             |
| 1986                        | Henri Leconte                             | Miloslav Mečíř                            | 6−2, 5−7, 6−4, 6−2                        |
| 1985                        | Miloslav Mečíř                            | Henrik Sundström                          | 6−4, 6−1, 6−4                             |
| 1984                        | Joan Aguilera                             | Henrik Sundström                          | 6−4, 2−6, 2−6, 6−4, 6−4                   |
| 1983                        | Yannick Noah                              | José Higueras                             | 3−6, 7−5, 6−2, 6−0                        |
| 1982                        | José Higueras (2)                         | Peter McNamara                            | 4−6, 6−7, 7−6, 6−3, 7−6                   |
| 1981                        | Peter McNamara                            | Jimmy Connors                             | 7−6, 6−1, 4−6, 6−4                        |
| 1980                        | Harold Solomon                            | Guillermo Vilas                           | 6−7, 6−2, 6−4, 2−6, 6−3                   |
| 1979                        | José Higueras                             | Harold Solomon                            | 3−6, 6−1, 6−4, 6−1                        |
| 1978                        | Guillermo Vilas                           | Wojtek Fibak                              | 6−2, 6−4, 6−2                             |
| 1977                        | Paolo Bertolucci                          | Manuel Orantes                            | 6−3, 4−6, 6−2, 6−3                        |
| 1976                        | Eddie Dibbs (3)                           | Manuel Orantes                            | 6−4, 4−6, 6−1, 2−6, 6−1                   |
| 1975                        | Manuel Orantes (2)                        | Jan Kodeš                                 | 3−6, 6−2, 6−2, 4−6, 6−1                   |
| 1974                        | Eddie Dibbs                               | Hans-Joachim Plötz                        | 6−2, 6−2, 6−3                             |
| 1973                        | Eddie Dibbs                               | Karl Meiler                               | 6−1, 3−6, 7−6, 6−3                        |
| 1972                        | Manuel Orantes                            | Adriano Panatta                           | 6−3, 9−8, 6−0                             |
| 1971                        | Andrés Gimeno                             | Peter Szoke                               | 6−3, 6−2, 6−2                             |
| 1970                        | Tom Okker                                 | Ilie Năstase                              | 4−6, 6−3, 6−3, 6−4                        |
| 1969                        | Tony Roche                                | Tom Okker                                 | 6−1, 5−7, 7−5, 8−6                        |
| 1968                        | John Newcombe                             | Cliff Drysdale                            | 6−3, 6−2, 6−4                             |
| 1967                        | Roy Emerson                               | Manuel Santana                            | 6−3, 6−3, 6−1                             |
| 1966                        | Fred Stolle                               | István Gulyás                             | 2−6, 7−5, 6−1, 6−2                        |
| 1965                        | Cliff Drysdale                            | Boro Jovanović                            | 6−2, 6−4, 3−6, 6−3                        |
| 1964                        | Wilhelm Bungert                           | Christian Kuhnke                          | 0−6, 6−4, 7−5, 6−2                        |
| 1963                        | Martin Mulligan                           | Bob Hewitt                                | 6−0, 0−6, 8−6, 6−2                        |
| 1962                        | Rod Laver (2)                             | Manuel Santana                            | 8−6, 7−5, 6−4                             |
| 1961                        | Rod Laver                                 | Luis Ayala                                | 6−2, 6−8, 5−7, 6−1, 6−2                   |
| 1960                        | Nicola Pietrangeli                        | Jan−Erik Lundquist                        | 6−3, 2−6, 6−4, 6−2                        |
| 1959                        | William Knight                            | Ian Vermaak                               | 4−6, 6−4, 4−6, 6−3, 8−6                   |
| 1958                        | Sven Davidson                             | Jacques Brichant                          | 5−7, 6−4, 0−6, 9−7, 6−3                   |
| 1957                        | Mervyn Rose                               | Pierre Darmon                             | 6−3, 6−0, 6−1                             |
| 1956                        | Lew Hoad                                  | Orlando Sirola                            | 6−2, 5−7, 6−4, 8−6                        |
| 1955                        | Arthur Larsen                             | Władysław Skonecki                        | 3−6, 6−3, 7−5, 6−8, 6−3                   |
| 1954                        | Budge Patty (2)                           | Sven Davidson                             | 6−1, 6−1, 7−5                             |
| 1953                        | Budge Patty                               | Fausto Gardini                            | 6−3, 6−2, 6−3                             |
| 1952                        | Eric Sturgess                             | Jaroslav Drobný                           | 6−3, 6−2, 6−3                             |
| 1951                        | Lennart Bergelin                          | Sven Davidson                             | 4−6, 6−3, 4−6, 6−4, 7−5                   |
| 1950                        | Jaroslav Drobný                           | Gottfried von Cramm                       | 6−3, 6−4, 6−4                             |
| 1949                        | Gottfried von Cramm (6)                   | Ernst Buchholz                            | 7−5, 6−1, 6−0                             |
| 1948                        | Gottfried von Cramm                       | Helmut Gulcz                              | 6−4, 6−1, 4−6, 6−3                        |
| 1947                        | No disputat per la Segona Guerra Mundial  | No disputat per la Segona Guerra Mundial  | No disputat per la Segona Guerra Mundial  |
| 1946                        | No disputat per la Segona Guerra Mundial  | No disputat per la Segona Guerra Mundial  | No disputat per la Segona Guerra Mundial  |
| 1945                        | No disputat per la Segona Guerra Mundial  | No disputat per la Segona Guerra Mundial  | No disputat per la Segona Guerra Mundial  |
| 1944                        | No disputat per la Segona Guerra Mundial  | No disputat per la Segona Guerra Mundial  | No disputat per la Segona Guerra Mundial  |
| 1943                        | No disputat per la Segona Guerra Mundial  | No disputat per la Segona Guerra Mundial  | No disputat per la Segona Guerra Mundial  |
| 1942                        | No disputat per la Segona Guerra Mundial  | No disputat per la Segona Guerra Mundial  | No disputat per la Segona Guerra Mundial  |
| 1941                        | No disputat per la Segona Guerra Mundial  | No disputat per la Segona Guerra Mundial  | No disputat per la Segona Guerra Mundial  |
| 1940                        | No disputat per la Segona Guerra Mundial  | No disputat per la Segona Guerra Mundial  | No disputat per la Segona Guerra Mundial  |
| 1939                        | Henner Henkel (2)                         | Roderich Menzel                           | 4−6, 6−4, 6−0, 6−1                        |
| 1938                        | Otto Szigeti                              | Bernard Destremau                         | 8−6, 6−8, 6−3, 6−3                        |
| 1937                        | Henner Henkel                             | Vivian McGrath                            | 1−6, 6−3, 8−6, 3−6, 6−1                   |
| 1936                        | No disputat                               | No disputat                               | No disputat                               |
| 1935                        | Gottfried von Cramm                       | Otto Szigeti                              | 6−3, 6−3, 6−3                             |
| 1934                        | Gottfried von Cramm                       | Clayton Lee Burwell                       | 6−2, 6−1, 6−4                             |
| 1933                        | Gottfried von Cramm                       | Roderich Menzel                           | 7−5, 2−6, 4−6, 6−3, 6−4                   |
| 1932                        | Gottfried von Cramm                       | Roderich Menzel                           | 3−6, 6−2, 6−2, 6−3                        |
| 1931                        | Roderich Menzel                           | Gustav Jaenecke                           | 6−2, 6−2, 6−1                             |
| 1930                        | Christian Boussus (2)                     | Yoshiro Ohta                              | 1−6, 8−6, 2−6, 6−4, 6−4                   |
| 1929                        | Christian Boussus                         | Otto Froitzheim                           | 6−1, 4−6, 6−1, 6−8, 6−1                   |
| 1928                        | Daniel Prenn                              | Hans Moldenhauer                          | 6−1, 6−4, 6−3                             |
| 1927                        | Hans Moldenhauer (2)                      | Willy Hannemann                           | 6−2, 4−6, 6−4, 6−4                        |
| 1926                        | Hans Moldenhauer                          | Walter Dessart                            | 6−2, 6−2, 6−1                             |
| 1925                        | Otto Froitzheim (7)                       | Béla von Kehrling                         | 6−4, 6−1, 4−6, 6−1                        |
| 1924                        | Béla von Kehrling                         | I.M. Heyden                               | 8−6, 6−1, 9−7                             |
| 1923                        | Heinz Landmann                            | I.M. Heyden                               | 6−2, 6−3, 7−5                             |
| 1922                        | Otto Froitzheim                           | Friedrich Wilhelm Rahe                    | 2−6, 6−0, 8−6, 6−1                        |
| 1921                        | Otto Froitzheim                           | Robert Kleinschroth                       | 6−4, 8−6 i retirada                       |
| 1920                        | Oscar Kreuzer                             | I. M. Heyden                              | 6−0, 6−0, 6−2                             |
| 1919                        | No disputat per la Primera Guerra Mundial | No disputat per la Primera Guerra Mundial | No disputat per la Primera Guerra Mundial |
| 1918                        | No disputat per la Primera Guerra Mundial | No disputat per la Primera Guerra Mundial | No disputat per la Primera Guerra Mundial |
| 1917                        | No disputat per la Primera Guerra Mundial | No disputat per la Primera Guerra Mundial | No disputat per la Primera Guerra Mundial |
| 1916                        | No disputat per la Primera Guerra Mundial | No disputat per la Primera Guerra Mundial | No disputat per la Primera Guerra Mundial |
| 1915                        | No disputat per la Primera Guerra Mundial | No disputat per la Primera Guerra Mundial | No disputat per la Primera Guerra Mundial |
| 1914                        | No disputat per la Primera Guerra Mundial | No disputat per la Primera Guerra Mundial | No disputat per la Primera Guerra Mundial |
| 1913                        | Heinrich Schomburgk                       | Otto von Müller                           | 6−2, 6−4, 7−5                             |
| 1912                        | Otto von Müller                           | Heinrich Schomburgk                       | 2−6, 6−1, 6−4, 6−2                        |
| 1911                        | Otto Froitzheim                           | Felix Pipes                               | 6−3, 6−2, 6−1                             |
| 1910                        | Otto Froitzheim                           | Curt Bergmann                             | No jugat                                  |
| 1909                        | Otto Froitzheim                           | Friedrich Wilhelm Rahe                    | 6−0, 6−2, 6−3                             |
| 1908                        | Josiah Ritchie (5)                        | G.K. Logie                                | 6−1, 6−1, 6−3                             |
| 1907                        | Otto Froitzheim                           | Josiah Ritchie                            | 7−5, 6−3, 6−4                             |
| 1906                        | Josiah Ritchie                            | Friedrich Wilhelm Rahe                    | 6−2, 6−2, 6−0                             |
| 1905                        | Josiah Ritchie                            | Anthony Wilding                           | 8−6, 7−5, 8−6                             |
| 1904                        | Josiah Ritchie                            | Kurt von Wessely                          | 6−4, 6−0, 10−8                            |
| 1903                        | Josiah Ritchie                            | Max Decugis                               | No jugat                                  |
| 1902                        | Max Decugis (2)                           | J. M. Flavelle                            | 4−6, 2−6, 7−5, 7−5, 6−0                   |
| 1901                        | Max Decugis                               | F.W. Payn                                 | 6−4, 6−4, 4−6, 6−2                        |
| 1900                        | George Hillyard (2)                       | Lawrence Doherty                          | No jugat                                  |
| 1899                        | Clarence Hobart                           | Harold Mahony                             | 8−6, 8−10, 6−0, 6−8, 8−6                  |
| 1898                        | Harold Mahony                             | Joshua Pim                                | 6−4, 6−3, 6−4                             |
| 1897                        | George Hillyard                           | Ben Green                                 | 6−1, 6−2, 6−3                             |
| 1896                        | Graf Victor Voß (3)                       | G. Wantzelius                             | 6−1, 6−0, 6−1                             |
| 1895                        | Graf Victor Voß                           | Christian Winzer                          | 6−2, 6−1, 6−2                             |
| 1894                        | Graf Victor Voß                           | Christian Winzer                          | 6−1, 6−4, 11−9                            |
| 1893                        | Christian Winzer                          | Walter Bonne                              | 6−4, 6−0, 3−6, 6−3                        |
| 1892                        | Walter Bonne                              | R.A. Leers                                | 7−5, 6−3                                  |

### Individual femení
| Any     | Campiona            | Finalista        | Resultat    |
| ------- | ------------------- | ---------------- | ----------- |
| WTA 250 |                     |                  |             |
| 2025    | Loïs Boisson        | Anna Bondár      | 7−5, 6−3    |
| WTA 125 |                     |                  |             |
| 2024    | Anna Bondár         | Arantxa Rus      | 6−4, 6−2    |
| WTA 250 |                     |                  |             |
| 2023    | Arantxa Rus         | Noma Noha Akugue | 6−0, 7−6(3) |
| 2022    | Bernarda Pera       | Anett Kontaveit  | 6−2, 6−4    |
| 2021    | Elena-Gabriela Ruse | Andrea Petkovic  | 7−6(6), 6−4 |

### Dobles masculins
| Any                         | Campions                                  | Finalistes                                     | Resultat                |
| --------------------------- | ----------------------------------------- | ---------------------------------------------- | ----------------------- |
| ATP World Tour 500          |                                           |                                                |                         |
| 2025                        | Simone Bolelli Andrea Vavassori           | Andrés Molteni Fernando Romboli                | 6−4, 6−0                |
| 2024                        | Kevin Krawietz Tim Pütz (2)               | Fabien Reboul Édouard Roger-Vasselin           | 7−6(8), 6−2             |
| 2023                        | Kevin Krawietz Tim Pütz                   | Sander Gillé Joran Vliegen                     | 7−6(4), 6−3             |
| 2022                        | Lloyd Glasspool Harri Heliövaara          | Rohan Bopanna Matwé Middelkoop                 | 6−2, 6−4                |
| 2021                        | Tim Pütz Michael Venus                    | Kevin Krawietz Horia Tecău                     | 6−3, 6−7(3), [10−8]     |
| 2020                        | John Peers Michael Venus                  | Ivan Dodig Mate Pavić                          | 6−3, 6−4                |
| 2019                        | Oliver Marach Jürgen Melzer               | Robin Haase Wesley Koolhof                     | 6−2, 7−6(3)             |
| 2018                        | Julio Peralta Horacio Zeballos            | Oliver Marach Mate Pavić                       | 6−1, 4−6, [10−6]        |
| 2017                        | Ivan Dodig Mate Pavić                     | Pablo Cuevas Marc López                        | 6−3, 6−4                |
| 2016                        | Henri Kontinen John Peers                 | Daniel Nestor Aisam-ul-Haq Qureshi             | 7−5, 6−3                |
| 2015                        | Jamie Murray John Peers                   | Juan Sebastián Cabal Robert Farah Maksoud      | 2−6, 6−3, [10−8]        |
| 2014                        | Marin Draganja Florin Mergea              | Alexander Peya Bruno Soares                    | 6−4, 7−5                |
| 2013                        | Mariusz Fyrstenberg Marcin Matkowski      | Alexander Peya Bruno Soares                    | 3−6, 6−1, [10−8]        |
| 2012                        | David Marrero Fernando Verdasco           | Rogério Dutra da Silva Daniel Muñoz de la Nava | 6−4, 6−3                |
| 2011                        | Oliver Marach Alexander Peya              | František Čermák Filip Polášek                 | 6−4, 6−1                |
| 2010                        | Marc López David Marrero                  | Jérémy Chardy Paul-Henri Mathieu               | 6−3, 2−6, [10−8]        |
| 2009                        | Simon Aspelin Paul Hanley                 | Marcelo Melo Filip Polášek                     | 6−3, 6−3                |
| ATP World Tour Masters 1000 |                                           |                                                |                         |
| 2008                        | Daniel Nestor Nenad Zimonjić              | Bob Bryan Mike Bryan                           | 6−4, 5−7, 10−8          |
| 2007                        | Bob Bryan Mike Bryan                      | Paul Hanley Kevin Ullyett                      | 6−3, 3−6, 10−7          |
| 2006                        | Paul Hanley Kevin Ullyett                 | Mark Knowles Daniel Nestor                     | 4−6, 7−6, 10−4          |
| 2005                        | Jonas Björkman Maks Mirni                 | Michaël Llodra Fabrice Santoro                 | 6−2, 6−3                |
| 2004                        | Wayne Black Kevin Ullyett                 | Bob Bryan Mike Bryan                           | 6−1, 6−2                |
| 2003                        | Mark Knowles Daniel Nestor                | Mahesh Bhupathi Maks Mirni                     | 6−4, 6−4                |
| 2002                        | Mahesh Bhupathi Jan-Michael Gambill       | Jonas Björkman Todd Woodbridge                 | 6−2, 6−4                |
| 2001                        | Jonas Björkman Todd Woodbridge            | Daniel Nestor Sandon Stolle                    | 7−6, 3−6, 6−3           |
| 2000                        | Todd Woodbridge Mark Woodforde            | Wayne Arthurs Sandon Stolle                    | 6−7, 6−4, 6−3           |
| 1999                        | Wayne Arthurs Andrew Kratzmann            | Paul Haarhuis Jared Palmer                     | 4−6, 7−6, 6−4           |
| 1998                        | Donald Johnson Francisco Montana          | David Adams Brett Steven                       | 6−4, 6−4                |
| 1997                        | Luis Lobo Javier Sánchez                  | Neil Broad Piet Norval                         | 6−2, 3−6, 6−4           |
| 1996                        | Mark Knowles Daniel Nestor                | Guy Forget Jakob Hlasek                        | 6−4, 7−6                |
| 1995                        | Wayne Ferreira Ievgueni Kàfelnikov        | Byron Black Andrei Olkhovski                   | 7−6, 6−0                |
| 1994                        | Scott Melville Piet Norval                | Henrik Holm Anders Järryd                      | 7−6, 6−3                |
| 1993                        | Paul Haarhuis Mark Koevermans             | Grant Connell Patrick Galbraith                | 7−6, 6−4                |
| 1992                        | Sergio Casal Emilio Sánchez (3)           | Carl−Uwe Steeb Michael Stich                   | 6−3, 3−6, 6−4           |
| 1991                        | Sergio Casal Emilio Sánchez               | Cassio Motta Danie Visser                      | 7−6, 7−6                |
| 1990                        | Sergi Bruguera Jim Courier                | Udo Riglewski Michael Stich                    | 4−6, 6−1, 7−6           |
| 1989                        | Emilio Sánchez Javier Sánchez             | Boris Becker Eric Jelen                        | 6−4, 6−7, 7−6           |
| 1988                        | Darren Cahill Laurie Warder               | Rick Leach Jim Pugh                            | 6−0, 5−7, 6−4           |
| 1987                        | Miloslav Mečíř Tomáš Šmíd                 | Claudio Mezzadri Jim Pugh                      | 6−1, 6−2                |
| 1986                        | Sergio Casal Emilio Sánchez               | Boris Becker Eric Jelen                        | 6−1, 7−5                |
| 1985                        | Hans Gildemeister Andrés Gómez (3)        | Heinz Günthardt Balázs Taróczy                 | 6−4, 6−3                |
| 1984                        | Stefan Edberg Anders Järryd               | Heinz Günthardt Balázs Taróczy                 | 6−4, 6−3                |
| 1983                        | Heinz Günthardt Balázs Taróczy            | Mark Edmondson Brian Gottfried                 | 6−1, 6−0                |
| 1982                        | Pavel Složil Tomáš Šmíd                   | Anders Järryd Hans Simonsson                   | 6−4, 6−3                |
| 1981                        | Hans Gildemeister Andrés Gómez            | Peter McNamara Paul McNamee                    | 6−4, 3−6, 6−4           |
| 1980                        | Heinz Gildemeister Andrés Gómez           | Reinhart Probst Max Wunschig                   | 6−3, 6−4                |
| 1979                        | Jan Kodeš Tomáš Šmíd                      | Mark Edmondson John Marks                      | 6−3, 6−1, 7−6           |
| 1978                        | Wojtek Fibak Tom Okker                    | Antonio Muñoz Victor Pecci                     | 6−2, 6−4                |
| 1977                        | Bob Hewitt Karl Meiler                    | Phil Dent Kim Warwick                          | 3−6, 6−3, 6−4, 6−4      |
| 1976                        | Fred McNair Sherwood Stewart              | Dick Crealy Kim Warwick                        | 7−6, 7−6, 7−6           |
| 1975                        | Juan Gisbert Manuel Orantes               | Wojtek Fibak Jan Kodeš                         | 6−3, 7−6                |
| 1974                        | Jürgen Fassbender Hans-Jürgen Pohmann (2) | Brian Gottfried Raúl Ramírez                   | 6−3, 6−4, 6−4           |
| 1973                        | Jürgen Fassbender Hans-Jürgen Pohmann     | Manuel Orantes Ion Ţiriac                      | 6−1, 6−3                |
| 1972                        | Jan Kodeš Ilie Năstase                    | Bob Hewitt Ion Ţiriac                          | 4−6, 6−0, 3−6, 6−2, 6−2 |
| 1971                        | John Alexander Andrés Gimeno              | Dick Crealy Allan Stone                        | 6−4, 7−5, 7−9, 6−4      |
| 1970                        | Bob Hewitt Frew McMillan                  | Tom Okker Nikola Pilić                         | 6−3, 7−5, 6−2           |
| 1969                        | Tom Okker Marty Riessen                   | Jean-Claude Barclay Jürgen Fassbender          | 6−1, 6−2, 6−4           |
| 1968                        | Milan Holeček Jan Kodeš                   | John Newcombe Tony Roche                       | 6−4, 6−4, 7−5           |

### Dobles femenins
| Any     | Campiones                        | Finalista                          | Resultat         |
| ------- | -------------------------------- | ---------------------------------- | ---------------- |
| WTA 250 |                                  |                                    |                  |
| 2025    | Nadiia Kichenok Makoto Ninomiya  | Anna Bondár Arantxa Rus            | 6−4, 3−6, [11−9] |
| WTA 125 |                                  |                                    |                  |
| 2024    | Anna Bondár Kimberley Zimmermann | Arantxa Rus Nina Stojanović        | 5−7, 6−3, [11−9] |
| WTA 250 |                                  |                                    |                  |
| 2023    | Anna Danilina Alexandra Panova   | Miriam Kolodziejová Angela Kulikov | 6−4, 6−2         |
| 2022    | Sophie Chang Angela Kulikov      | Miyu Kato Aldila Sutjiadi          | 6−3, 4−6, [10−6] |
| 2021    | Jasmine Paolini Jil Teichmann    | Astra Sharma Rosalie van der Hoek  | 6−0, 6−4         |